# Saint-Pantaléon (Lot)
Saint-Pantaléon korábbi község Franciaországban, Lot megyében. Lakosainak száma 276 fő (2018. január 1.). Saint-Pantaléon Bagat-en-Quercy, Cézac, Lascabanes, Saint-Daunès, Villesèque és Montcuq községekkel határos.
2019. január 1-jén Bagat-en-Quercy és Saint-Daunès korábbi községgel egyesült és az így létrejött Barguelonne-en-Quercy új község része lett.

## Népesség
A település népessége az elmúlt években az alábbi módon változott:
| Lakosok száma | 182  | 136  | 138  | 223  | 231  | 254  | 264  | 278  | 270  | 276  |
|               | 1968 | 1975 | 1982 | 1999 | 2006 | 2011 | 2013 | 2016 | 2017 | 2018 |